# De gekikkerde vorst
Heer Bommel en de gekikkerde vorst (in boekuitgaven/spraakgebruik verkort tot De gekikkerde vorst) is een verhaal uit de Bommelsaga, geschreven en getekend door Marten Toonder. Het verhaal verscheen voor het eerst op 22 juni 1977 en liep tot 14 september van dat jaar. Het heeft riooljournalistiek en revolutie als thema.

## Vakantieaankondigingen van 23 en 24 mei 1977
Heer Bommel is nog te veel uitgeput van zijn laatste avontuur. Bediende Joost en Tom Poes besluiten een geneesheer te raadplegen. Deze ontboden dokter gebiedt frisse buitenlucht en een dieet van droge kaakjes. Op 22 juni begint het nieuwe verhaal, dat heer Bommel ‘de Betoverde Prins’ noemt, doch in de boeken staat opgetekend als De gekikkerde vorst.

## Voetnoot
1. ↑  De Grote Onthaler
2. ↑  Met strip 8844, na deze twee ingelaste afleveringen 8842 en 8843.